# Kacabać
Kacabać (en serbe cyrillique : Кацабаћ) est un village de Serbie situé dans la municipalité de Bojnik, district de Jablanica. Au recensement de 2011, il comptait 551 habitants.
Le village de Kacabać est situé sur les bords de la Pusta reka, un affluent de la Južna Morava.

## Démographie
| 1948  | 1953  | 1961  | 1971  | 1981 | 1991 | 2002 | 2011 |
| ----- | ----- | ----- | ----- | ---- | ---- | ---- | ---- |
| 1 221 | 1 290 | 1 160 | 1 010 | 876  | 739  | 668  | 551  |

|  |